# Onobrychis montana
Onobrychis montana är en ärtväxtart som beskrevs av Dc. Onobrychis montana ingår i släktet esparsetter, och familjen ärtväxter.

## Underarter
Arten delas in i följande underarter:
- O. m. cadmea
- O. m. macrocarpa
- O. m. montana
- O. m. scardica

## Bildgalleri

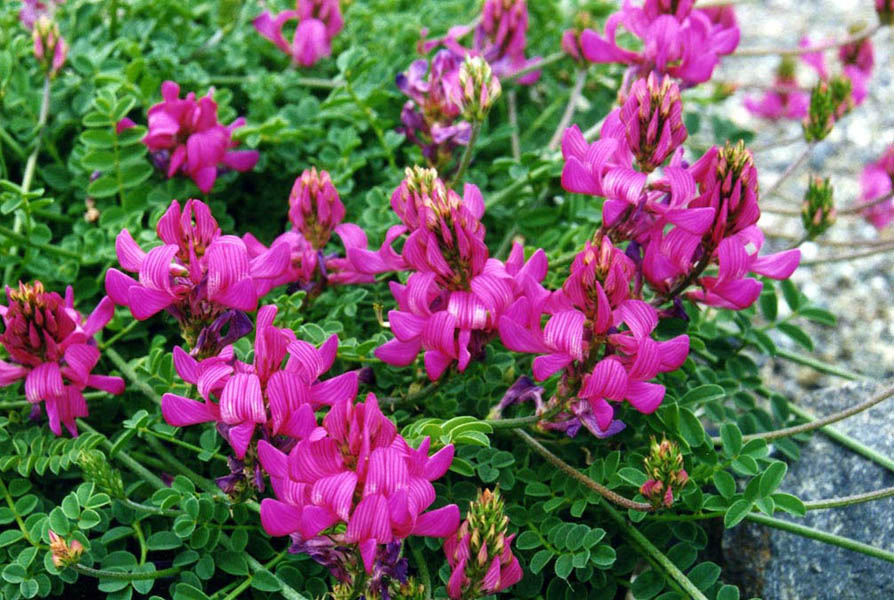
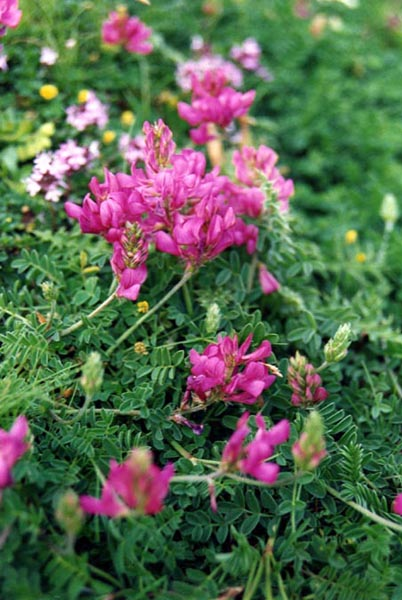
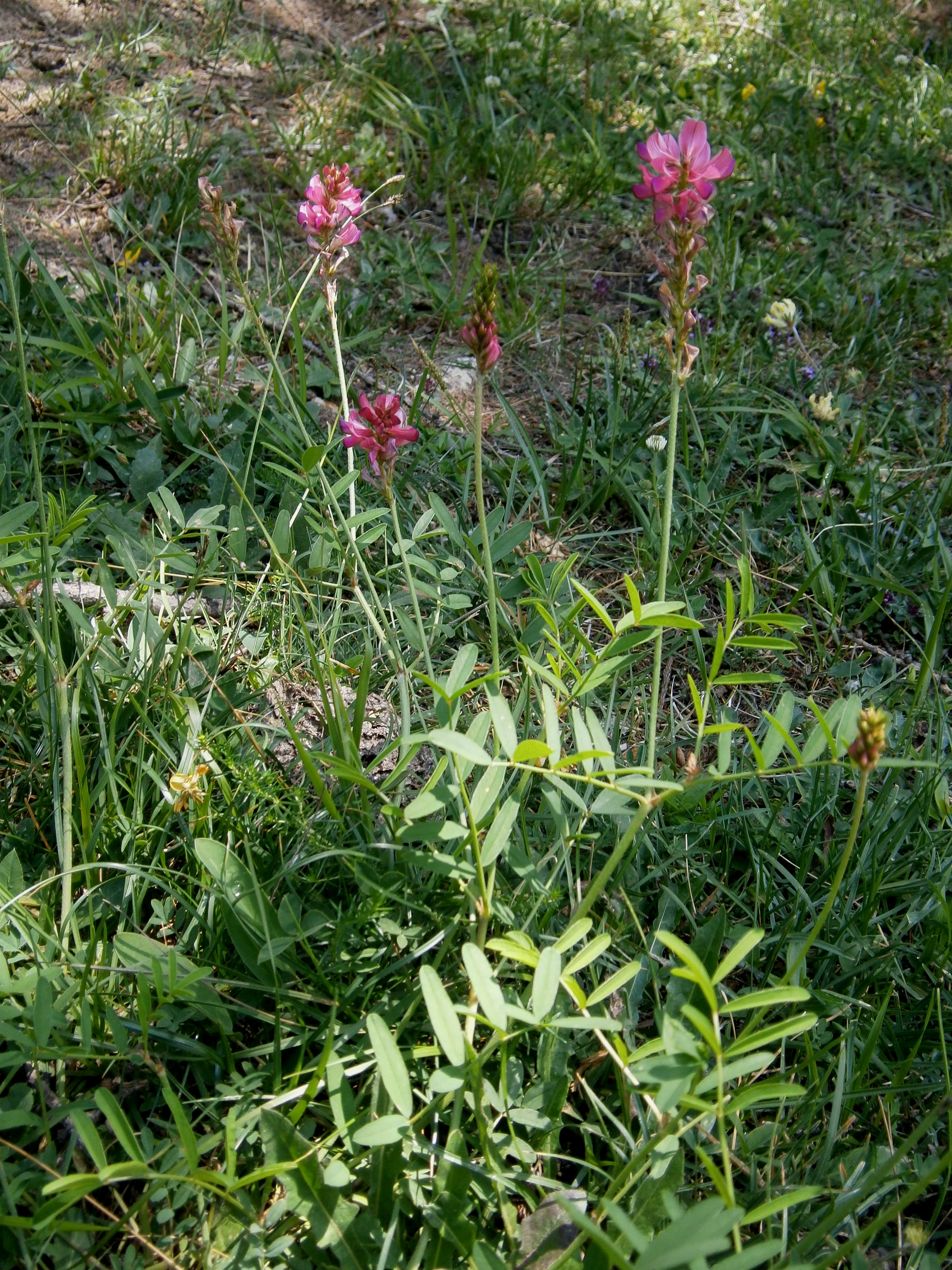
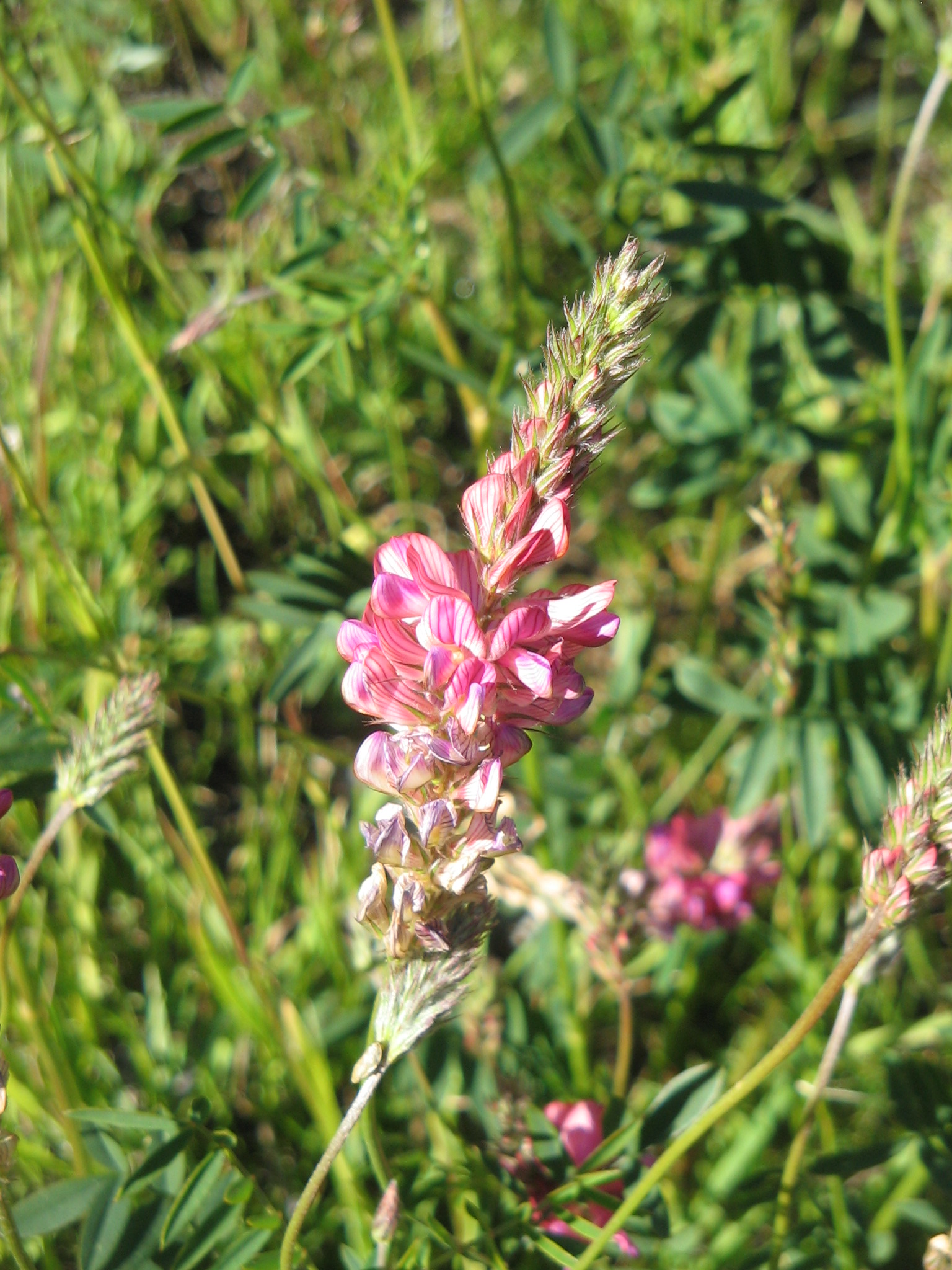